# Arena Lviv
Arena Lviv (tiếng Ukraina: Арена Львів) là một sân vận động bóng đá ở Lviv, Ukraina. Đây là một trong tám địa điểm tổ chức Giải vô địch bóng đá châu Âu 2012, nơi tổ chức ba trong số các trận đấu ở vòng bảng. Theo kế hoạch chính thức, sân vận động có tổng sức chứa là 34.915 người. NK Veres Rivne và FC Karpaty Lviv sử dụng sân vận động cho các trận đấu trên sân nhà.

## Sân nhà
Đây là sân nhà của FC Karpaty Lviv trong năm 2011–12. Nhưng Karpaty chỉ chơi năm trận tại đó và trở lại sân nhà ban đầu do giá thuê cao. Một câu lạc bộ khác là Hoverla Uzhhorod cũng chơi một trận sân nhà tại sân vận động, do việc xây dựng lại Sân vận động Avanhard ở Uzhhorod.
Do xung đột tại thành phố nhà của họ, Shakhtar Donetsk đã chơi các trận đấu trên sân nhà của mình tại sân vận động từ tháng 7 năm 2014 đến tháng 12 năm 2016.

## Tổng quan
Công việc xây dựng bắt đầu vào ngày 20 tháng 11 năm 2008 và hoàn thành vào tháng 10 năm 2011. Lễ khánh thành diễn ra vào ngày 29 tháng 10, với một vở kịch lớn dành riêng cho lịch sử của Lviv và với buổi hòa nhạc của ngôi sao nhạc pop Anastacia. Trận đấu bóng đá đầu tiên tại sân vận động được diễn ra vào ngày 15 tháng 11 năm 2011, giữa Ukraina và Áo, kết thúc với tỷ số 2–1. Cầu thủ đầu tiên ghi bàn ở sân vận động mới là Artem Milevskiy ở phút thứ 16 (bàn thứ hai đá phản lưới nhà và bàn thứ ba do công Marko Dević ghi ở phút thứ 91).

## Các trận đấu tại Giải vô địch bóng đá châu Âu 2012

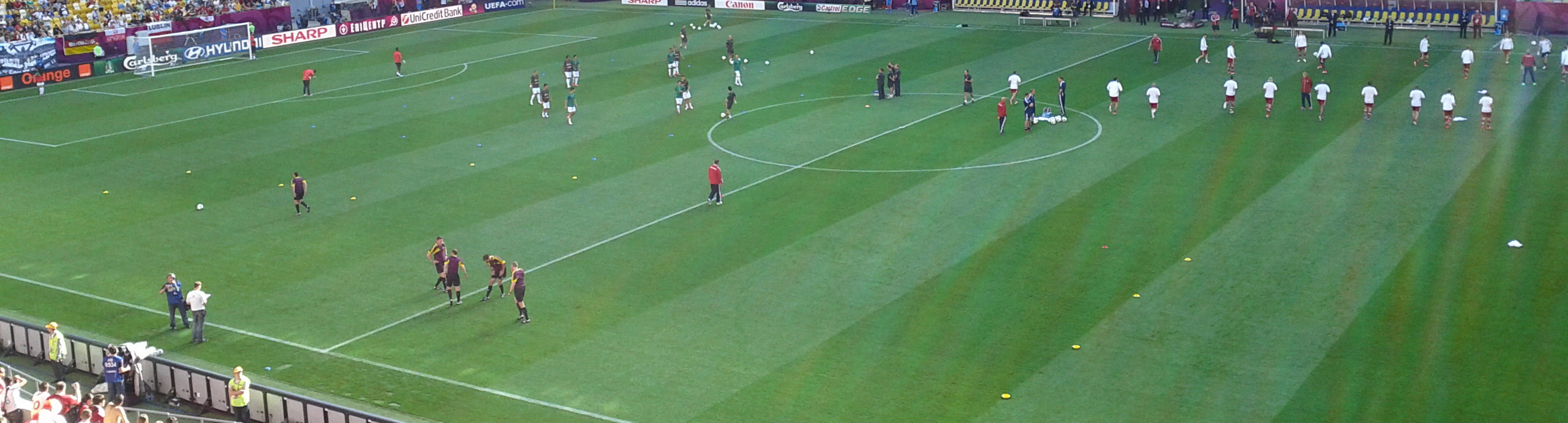
Khởi động trước trận đấu Đan Mạch-Bồ Đào Nha tại Euro 2012

Sân vận động này là một trong những địa điểm tổ chức Giải vô địch bóng đá châu Âu 2012. Ba trận đấu bảng B đã được diễn ra ở đó (với các trận đấu khác trong nhóm đó diễn ra tại Sân vận động Metalist, Kharkiv).
Các trận đấu sau đây đã được diễn ra tại sân vận động trong khuôn khổ Giải vô địch bóng đá châu Âu 2012:
| Ngày                | Thời gian (CEST/EEST) | Đội #1   | Kết quả | Đội #2     | Vòng   | Người ghi bàn                                     |
| ------------------- | --------------------- | -------- | ------- | ---------- | ------ | ------------------------------------------------- |
| 9 tháng 6 năm 2012  | 20:45/21:45           | Đức      | 1–0     | Bồ Đào Nha | Bảng B | Mario Gómez 72'                                   |
| 13 tháng 6 năm 2012 | 18:00/19:00           | Đan Mạch | 2–3     | Bồ Đào Nha | Bảng B | Pepe 24' Postiga 36' Bendtner 41', 80' Varela 87' |
| 17 tháng 6 năm 2012 | 20:45/21:45           | Đan Mạch | 1–2     | Đức        | Bảng B | Podolski 19' Krohn-Dehli 24' Bender 80'           |

## Hình ảnh

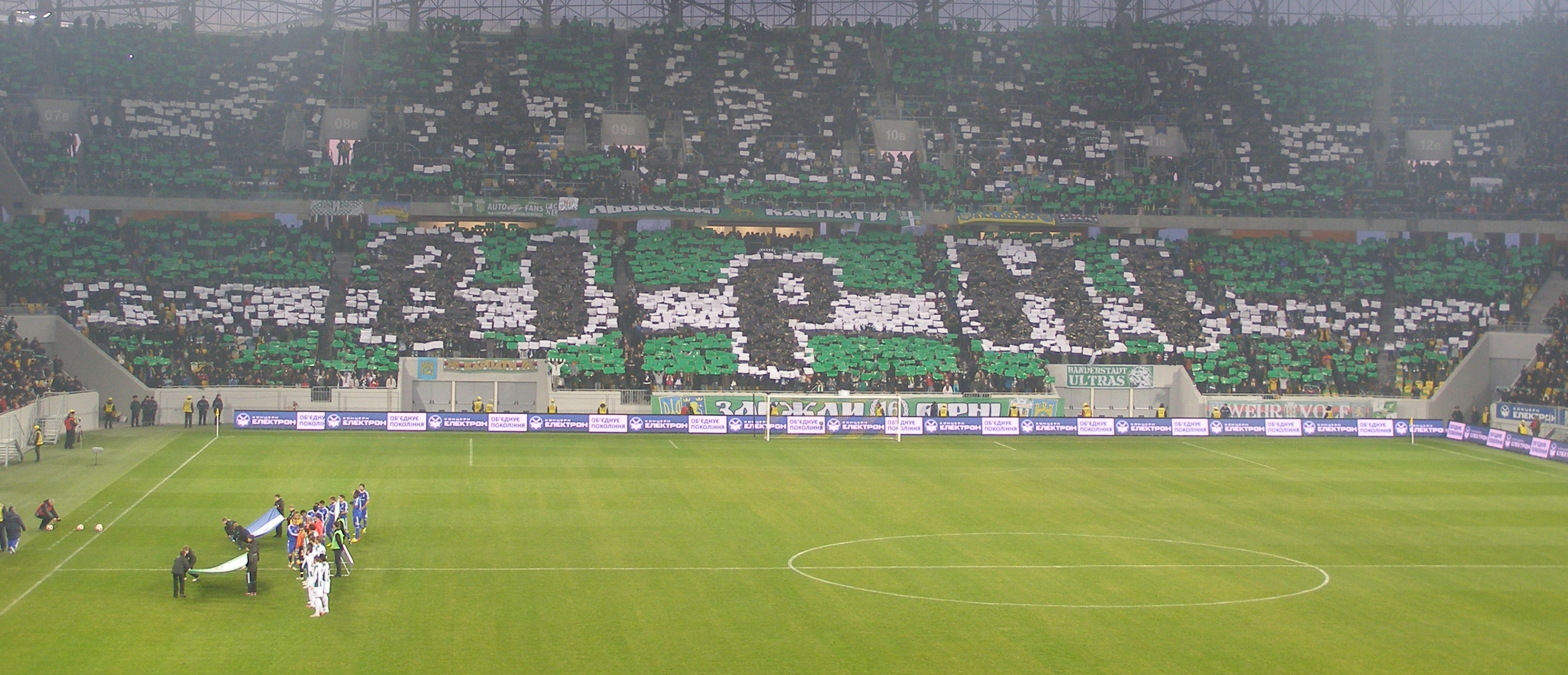
Người hâm mộ Karpaty Lviv: "Always Loyal"